# مورينو
مورينو (بالبرتغالية: João Miguel da Cunha Teixeira‏) (19 أغسطس 1981 في البرتغال - ) هو لاعب كرة قدم برتغالي في مركز الوسط. لعب مع فيتوريا دي غيماريش وليستر سيتي وناسيونال ماديرا وF.C. Felgueiras ‏.

## وصلات خارجية
- مورينو على موقع قاعدة بيانات كرة القدم.إي يو (الإنجليزية)
- مورينو على موقع Soccerbase.com (لاعب) (الإنجليزية)
- مورينو على موقع Soccerway.com (الإنجليزية)
- مورينو على موقع AS.com (الإسبانية)